# 藤田貴大
藤田 貴大（ふじた たかひろ、1985年(昭和60年)4月27日 - ）は、日本の劇作家・演出家。「マームとジプシー」主宰。北海道伊達市出身。

## 経歴
10歳のときに伊達市の市民劇団パラムに子役として入団し、高校3年生まで所属。パラムの演出家である影山吉則（のち伊達市教育長）が教鞭をとっていた北海道伊達緑丘高等学校に入学、影山が顧問だった演劇部に入る。在学中に演出としてつくった『りんごの木』が全国高等学校演劇大会ベスト4を獲得。その審査員を務めていた平田オリザから評価を受け、当時、平田が教鞭をとっていた桜美林大学文学部総合文化学科に進学を決める。学生時代は「荒縄ジャガー」を主宰、解散後の2007年、大学4年の終わりに「マームとジプシー」旗揚げ。同年、大学卒業。
大学卒業後は書店でアルバイトをしながら生活し、一時期は演劇を辞めて社員となることを考えていた。2008年、2009年は、主に横浜の小劇場「STスポット」やカフェで公演を続ける。2009年に『たゆたう、もえる』でこまばアゴラ劇場の「冬のサミット2009」に参加。藤田はのちに「24歳で初アゴラというのは、自分としてはすごく遅かったと思っています」と語っている。
急な坂スタジオ・坂あがりスカラシップ2010選抜。2011年、『かえりの合図、まってた食卓、そこ、きっと、しおふる世界。』で第56回岸田國士戯曲賞を受賞。2014年、『cocoon』で第17回鶴屋南北戯曲賞候補。同年、第63回横浜文化賞文化・奨励芸術賞受賞。2016年、『cocoon』（再演）で第23回読売演劇大賞優秀演出家賞受賞。
幅広いジャンルの作家とコラボレーションを行う「マームと誰かさん」シリーズでは、これまでに大谷能生、飴屋法水、今日マチ子、穂村弘、名久井直子と共作をした。2014年には、川上未映子の詩を女優の青柳いづみが演じる『まえのひ』公演・全国ツアーも行われ、川上はこの公演のために詩「まえのひ」を書き下ろした。2018年にはその続編として、『みえるわ』（マームとジプシー10周年ツアー vol.2）が行われた。

## 作風
象徴的なシーンを別の角度から何度も見せる「リフレイン」を特徴とする。また、役者が本来持つパーソナリティーを観察し、劇中の人物と擦り合わせを行うことで生まれるリアルなドラマや個々の質感を作品に大きく反映させている。ほぼ素舞台で行うパフォーマンスは視覚の大部分を観客のイメージに任せ、モノローグと対話とがシームレスに混在していることから、時には小説的とも評される。
音楽アルバムのような、細かいキャプチャーに分けた構成とすることが多い。

## エピソード
2015年の舞台『cocoon』を観劇した蜷川幸雄は、終演後に楽屋を訪ね、藤田に握手を求めたという。それ以来、2人の交流は続き、藤田は綿密な取材の末に蜷川の半生を描いた戯曲『蜷の綿』を書き下ろした。

## 主な作品

### 舞台
- スープも枯れた 2007年
- 冬色こーと／クラゲノココロ 2007年
- ほろほろ 2008年
- ドコカ遠クノ、ソレヨリ向コウ　或いは、泡ニナル、風景 2008年
- ごほんごほんと絵本は鳴く 2008年
- ブルーとベリーの小さな惑星 2008年
- 夜が明けないまま、朝 2009年
- コドモもももも、森んなか 2009年
- たゆたう、もえる 2010年
- しゃぼんのころ 2010年
- ハロースクール、バイバイ 2010年
- コドモもももも、森んなか （再演） 2011年
- あ、ストレンジャー 2011年 原案：アルベール・カミュ『異邦人』
- 帰りの合図、2011年
- 待ってた食卓、2011年
- 塩ふる世界。2011年
- Kと真夜中のほとりで  2011年
- 官能教育第四弾　藤田貴大×中勘助  2011年
- いわき総合第 9 期生アトリエ公演『ハロースクール、バイバイ』 2012年
- 塩ふる世界。（再演） 2012年]
- LEM-on/RE:mum-ON!! 2012年
- マームと誰かさん・ひとりめ　大谷能生さん（音楽家）とジプシー  2012年
- マームと誰かさん・ふたりめ　飴屋法水さん（演出家）とジプシー 2012年
- ドコカ遠クノ、ソレヨリ向コウ　或いは、泡ニナル、風景 （再演） 2012年]
- マームと誰かさん・さんにんめ　今日マチ子さん（漫画家）とジプシー [2012年
- 真夏のリプライズ─マームとジプシーreading EUREKA 2012年
- ワタシんち、通過。のち、ダイジェスト。2012年
- LAND→SCAPE／海を眺望→街を展望　北九州芸術劇場プロデュース 2012年
- toi presents 6th　あっこのはなし 2012年
- あ、ストレンジャー （再演） 2013年 原案：アルベール・カミュ『異邦人』
- てんとてんを、むすぶせん。からなる、立体。そのなかに、つまっている、いくつもの。ことなった、世界。および、ひかりについて。2013年
- cocoon 2013年 原作：今日マチ子
- 初秋のサプライズ─ユリイカ× 川上未映子×マームとジプシー 2013年
- モモノパノラマ 2013年
- Rと無重量のうねりで 2014年
- マームと誰かさん・よにんめ　穂村弘さん（歌人）とジプシー 2014年
- マームと誰かさん・よにんめ　名久井直子さん（ブックデザイナー）とジプシー 2014年
- 川上未映子×マームとジプシー「まえのひ」全国ツアー  2014年
- ΛΛΛ　かえりの合図、まってた食卓、そこ、きっと---------- 2014年
- 小指の思い出 2014年 作：野田秀樹
- カタチノチガウ 2015年
- ヒダリメノヒダ 2015年
- cocoon （再演） 2015年 原作：今日マチ子
- 書を捨てよ町へ出よう  2015年 作：寺山修司
- 夜、さよなら／夜が明けないまま、朝／Kと真夜中のほとりで  2016年
- 蜷の綿 2016年 蜷川幸雄の体調不良により公演延期
- タイムライン [2016年 音楽：大友良英 チャレンジふくしまパフォーミングアーツプロジェクト
- LUMINE0 こけら落とし公演　カタチノチガウ／あっこのはなし／てんとてんを、むすぶせん。からなる、立体。そのなかに、つまっている、いくつもの。ことなった、世界。および、ひかりについて。2016年
- 0123 2016年 元・立誠小学校（京都）
- A-S 2016年 京都芸術劇場 一般参加型企画第3弾
- ロミオとジュリエット（2016年、東京芸術劇場 プレイハウス） - 上演台本・演出[9]
- sheep sleep sharp 2017年
- IL MIO TEMPO -わたしの時間- 2017年
- 川上未映子×マームとジプシー「みえるわ」（10周年ツアーvol.2） 2018年
- BOAT（東京芸術劇場 プレイハウス） 2018年
- BEACH/BOOTS 2019年
- IL MIO TEMPO -わたしの時間- 2019年 イタリア公

## 著作

### 戯曲
- かえりの合図、まってた食卓、そこ、きっと、しおふる世界。（2012年4月、白水社）
- カタチノチガウ （en-taxi 43号 2014年秋号）
- 書を捨てよ町へ出よう （文學界 2016年3月号）「特集 寺山修司 vs 藤田貴大」
- タイムライン （ユリイカ  2016年5月号）

### 小説
- 『季節を告げる毳毳は夜が知った毛毛毛毛』（2020年7月、河出書房新社）
- 『Ｔ／Ｓ』（2024年4月、筑摩書房）

### エッセイ
- 『おんなのこはもりのなか』（2017年4月、マガジンハウス）

### 詩集
- 『Kと真夜中のほとりで』（2017年5月、青土社）

### 児童文学
「しずくとなみだ」（絵・植田たてり、『飛ぶ教室』第69号所収）

### 共作
- 『mina-mo-no-gram（ミナモノグラム）』今日マチ子とのコラボレーション　（2013年7月、秋田書店）
- 『蜷川幸雄と「蜷の綿」』蜷川幸雄とのコラボレーション　（2019年10月、河出書房新社）

## 連載
- Ｔ／Ｓ 「ちくま」連載
- 夏毛におおわれた 他 「文藝」連載

### 短篇小説
- うすれる、ゆれる 「QuickJapan」連載
- たゆたう、ゆれる 「ぽこぽこ」web連載[10]
- N団地、落下。のち、リフレクション。「新潮」2013年9月号掲載
- コアラの袋詰め　「文藝」2014年8月号掲載

### エッセイ
- 世界の、もしくは、まいにちの。車窓から。「シアターガイド」連載
- おんなのこはもりのなか　「アンアン」連載

## 出演番組
- ネクストブレイカー「藤田貴大×又吉直樹」 NHK BSプレミアム2017年6月14日午後9時～10時[11]
- SWITCHインタビュー 達人達 NHK2018年12月22日[12]

## 詩と批評
- Kと真夜中のほとりで　「ユリイカ」2012年3月号
- プールにまつわる、エトセトラ 「ユリイカ」2012年8月号
- cocoon 「ユリイカ」2013年1月号
- 椹木野衣「Aと劇場のほとりで　マームとジプシー、演劇の臨界」『ユリイカ』2013年1月号
- 細馬宏通「日曜の朝　「マームとジプシー」のリフレインと場所」『ユリイカ』2013年1月号
- 扇田昭彦　塩ふる世界「私の3点」『朝日新聞』2011年
- 扇田昭彦　cocoon　「私の3点」『朝日新聞』2013年